# Yvan Dutil
Yvan Dutil, né le 6 avril 1970, est un astrophysicien canadien. Il est membre de la Commission de bioastronomie de l'Union astronomique internationale et du Comité permanent sur la Recherche d'intelligence extraterrestre (SETI) de l'Académie internationale d'astronautique. Il a été candidat pour le Parti vert du Québec et du Canada lors de l'élection partielle québécoise de septembre 2008 et de l'élection fédérale canadienne de 2011. 
Il s'intéresse aussi à l'histoire de l'astronomie, au dossier de la pollution lumineuse, à la réforme du mode de scrutin et aux questions liées au développement durable.

## Carrière scientifique
Avec son collègue Stéphane Dumas, il a créé un système de codage résistant au bruit pour les messages en direction de civilisations extraterrestres. Ce système a été utilisé dans la conception de messages lancés en direction d'étoiles proches en 1999 et en 2003 depuis le radiotélescope d'Evpatoria, en Ukraine. 
Il est aussi très actif dans la lutte à la pollution lumineuse au Québec, particulièrement dans le dossier de la création d'une réserve de ciel étoilé au mont Mégantic.

## Partis verts
Lors de l'élection partielle québécoise de septembre 2008, Yvan Dutil se présente dans la circonscription provinciale de Jean-Talon sous la bannière du Parti vert du Québec. Il recueille environ 3 % des voix.
Lors de l'élection fédérale canadienne de 2011, il se présente comme candidat pour le Parti vert du Canada dans la circonscription fédérale de Québec. Il recueille environ 2 % des voix.

### SETI
- (en) Lincos with Dr Yvan Dutil
- (en) Lexique du Cosmic Call
- (en) Error Correction Scheme in Active Seti
- (en) Social Choice and Equity Theories: Seeking to Common Good as a Common Ground

### Pollution lumineuse
- (fr) Qui a volé les étoiles ?
- (fr) Éclairage nocturne et pollution lumineuse, Mémoire Ville de Québec
- (fr) Plan de protection du ciel noir, Document d’information produit pour la conférence régionale des élus de Chaudière-Appalaches

### Réforme du mode de scrutin
- (fr) Pour une meilleure démocratie - notion d'ingénierie électorale
- (fr) Défaillances du système électoral québécois : une solution élégante